# Jonathas
Jonathas, mit vollständigem Namen Jonathas Cristian de Jesus Maurício (* 6. März 1989 in Betim), ist ein brasilianischer Fußballspieler, der in Spanien beim FC Elche unter Vertrag steht.

## Karriere

### Vereine
Jonathas, der das Fußballspielen bei seinem Jugendverein Cruzeiro Belo Horizonte erlernte, wagte 2009 als 20-Jähriger den Sprung nach Europa zum niederländischen Erstligisten AZ Alkmaar, für den er zwei Jahre lang spielte und zunächst in der zweiten Mannschaft eingesetzt wurde. Der Durchbruch gelang ihm schließlich bei seinem nächsten Verein, dem italienischen Zweitligisten Brescia Calcio, für den er in der Saison 2011/12 mit 16 Saisontoren auf sich aufmerksam machte. Als achtbester Torschütze der Liga wurde er daraufhin von Zweitliga-Meister Pescara Calcio verpflichtet. Für diesen erzielte er in der Saison 2012/13 sein erstes Tor in der Serie A. Im Januar 2013 wurde er an den Torino FC ausgeliehen. Mit Beginn der Saison 2014/15 spielte er zwei Jahre lang beim spanischen Erstligisten FC Elche, bei dem er sich als erfolgreicher Stürmer etablieren konnte.
Im Juli 2015 wechselte er zu Real Sociedad, bei dem er einen Fünf-Jahres-Vertrag erhielt. Im Sommer darauf wechselte er jedoch zu Rubin Kasan.
Zur Saison 2017/18 wechselte er für eine Transfersummer in Höhe von neun Millionen Euro zu Hannover 96; dies war die bisher teuerste Spielerverpflichtung in der Transfergeschichte Hannovers. Jonathas erhielt einen bis zum 30. Juni 2020 gültigen Vertrag. Bei seinem Debüt am 27. August 2017 (2. Spieltag) erzielte er im Heimspiel gegen den FC Schalke 04 nicht nur sein erstes Tor, sondern auch den 1:0-Siegtreffer in der 67. Minute – fünf Minuten nach seiner Einwechslung für Niclas Füllkrug. Aufgrund diverser Verletzungen bestritt er lediglich zwölf Punktspiele, in denen er drei Tore erzielte.
Am 29. Juni 2018 kehrte er aus familiären Gründen in seine Heimat zurück und schloss sich zunächst für ein Jahr auf Leihbasis Corinthians São Paulo an. Dort kam er bis zum Ende der Spielzeit 2018 auf sieben Einsätze, in denen er ein Tor erzielte. Innerhalb der Wintertransferperiode der Saison 2018/19 kehrte er vorzeitig zu den abstiegsbedrohten Niedersachsen zurück. Nach dem Abstieg wurde Jonathas’ Vertrag nach dem 5. Spieltag und nur einem weiteren Zweitligaspiel bei Hannover 96 einvernehmlich aufgelöst.
Anfang Februar 2020 erhielt der Brasilianer nach mehrmonatiger Vereinslosigkeit einen Vertrag beim spanischen Zweitligisten FC Elche, für den er bereits von 2014 bis 2015 gespielt hatte.

### Nationalmannschaft
Jonathas war Teil der brasilianischen U19-Nationalmannschaft, die 2008 am Turnier um den Sendai Cup teilnahm. In drei Partien erzielte er drei Tore.

## Erfolge
AZ Alkmaar
- Niederländischer Meister: 2009

Nationalmannschaft
- U19-Copa-Sendai-Sieger: 2008